# Plavuň pučivá
Plavuň pučivá (Lycopodium annotinum) je zástupce plavuňovitých rostlin patřící mezi ohrožené druhy České republiky.

## Popis
Plavuň pučivá patří mezi vytrvalé byliny. Má plazivou, kořenující lodyhu, která může být dlouhá až 1 metr. Poměrně řídké listy jsou spirálovitě řazeny. Listy jsou světle zelené, lesklé, čárkovitě kopinaté, jemně zoubkaté nebo celokrajné. Pouze nejmladší listy jsou zakončeny chlupem. Lodyhy nesou vzpřímené, až 30 cm vysoké větve. Na jejich koncích jsou výtrusnicové klasy, které přisedají pouze jednotlivě a jsou dlouhé až 4 cm. Sporofyly jsou protažené do špičky, mají žlutou až žlutohnědou barvu a výtrusy dozrávají od července do září.

## Výskyt
Plavuň pučivá je rozšířena po celé severní polokouli. V teplých oblastech na jihu Evropy se ale vyskytuje vzácně, pouze v horách.

## Ekologie
Tato plavuň roste v jehličnatých, vzácněji v listnatých horských a podhorských lesích s kyselým podkladem. Často roste také na rašeliništích nebo na trouchnivějících pařezech.

## Využití
V lidovém lékařství a farmacii se využívá prášek ze zralých výtrusnicových klasů, který má protizánětlivé účinky a může sloužit i jako insekticid.
Výtrusy plavuní jsou hořlavé a v minulosti se využívaly např. k výrobě světelných efektů při divadelních představeních. Plavuňový prášek má využití i v kriminalistice. Přidává se do směsi, která slouží k zjišťování otisků prstů.